# Pteropus temminckii
La volpe volante di Temminck (Pteropus temminckii Peters, 1867) è un pipistrello appartenente alla famiglia degli Pteropodidi, endemico delle Isole Molucche.

## Descrizione

### Dimensioni
Pipistrello di medie dimensioni, con la lunghezza della testa e del corpo tra 140 e 16 mm, la lunghezza dell'avambraccio tra 96 e 106 mm, la lunghezza delle orecchie tra 22 e 23,92 mm, la lunghezza del piede tra 22 e 32,38 mm e un peso fino a 200 g.

### Aspetto
La pelliccia è moderatamente lunga, soffice e setosa. Il colore generale del corpo è bianco-giallastro con dei riflessi argentati e la base dei peli marrone scura, il collare e la nuca sono giallo-brunastre chiare. Sono presenti due strisce di peli più scuri su ogni lato del muso che si estendono fino agli occhi. Il muso è lungo ed affusolato, gli occhi sono grandi. Le orecchie sono piccole ed arrotondate. La tibia è densamente ricoperta di peli. Le membrane alari sono attaccate sui fianchi del corpo. È privo di coda, mentre l'uropatagio è ridotto ad una sottile membrana lungo la parte interna degli arti inferiori. Il cranio è delicato e presenta orbite più grandi e denti piccoli. La sottospecie P.t. liops è leggermente più piccola e più scura, senza alcun segno di una maschera facciale.

## Biologia

### Comportamento
Si rifugia in piccoli gruppi tra il denso fogliame degli alberi.

### Alimentazione
Si nutre di frutta.

## Distribuzione e habitat
L'areale di questa specie è limitato alle Isole Molucche.
Vive nelle foreste primarie tropicali umide e nelle mangrovie fino a 1.000 metri di altitudine.

## Tassonomia
In accordo alla suddivisione del genere Pteropus effettuata da Andersen, P. temminckii è stato inserito nello P. temminckii species Group, insieme a P. temmincki stesso, P. capistratus, P. personatus e P. pumilus. Tale appartenenza si basa sulle caratteristiche di avere un rostro del cranio accorciato, sulla presenza di un ripiano basale nei premolari e sulle dimensioni ridotte.
Sono state riconosciute due sottospecie:
- P.t.temminckii: Ambon e Seram;
- P.t.liops (Thomas, 1910): Buru.

Altre specie simpatriche dello stesso genere: P. chrysoproctus, P. melanopogon e P. ocularis.

## Conservazione
La IUCN Red List, considerato il declino della popolazione, stimato a più del 30% nelle ultime tre generazioni, e al degrado e distruzione del proprio habitat,  classifica P. temminckii come specie vulnerabile (VU).